# رودي أدريان
رودي أدريان (بالإنجليزية: Rudy Adrian)‏ هو موسيقي نيوزلندي، ولد في عقد 1960.

## وصلات خارجية
- رودي أدريان على موقع ميوزك برينز (الإنجليزية)
- رودي أدريان على موقع ديسكوغز (الإنجليزية)